# روبرت تشارلز آش
روبرت تشارلز آش (مواليد 1968) هو كاتب وباحث بريطاني كاثوليكي.

## النشأة
ولد روبرت آش لأبوين يهوديين ذوي أصول أنجلو-كندية عام 1968 في لندن. كان والداه مغنيي أوبرا. تعلم في مدرسة سانت بول وجامعة تورنتو.

## الحياة المهنية
يعمل آش كمحرر مشارك لمجلة سانت أوستن ريفيو، مراجعة كاثوليكية للثقافة، ومحرر في مطبعة سانت أوستن.
كان آش معلم ماجستير ومعلمًا للغة الإنجليزية والتاريخ في كلية شافانيز الدولية بفرنسا، منذ إنشائها في عام 2002 حتى عام 2012. منح مؤخرًا زمالة أبحاث ويلبر في مركز راسل كيرك للتجديد الثقافي لعمله نحو دراسة جديدة للشاعر الإنجليزي ليونيل جونسون.

## الحياة الشخصية
تزوج آش من الشاعرة روث تيلديسلي آش. اعتنق الديانة الكاثوليكية عام 1996. يقيم في بريستون، لانكشاير.

## الأعمال
- Asch, Robert; Pearce, Joseph, eds. (2014). The Romantic Poets: Blake, Wordsworth, and Coleridge, With an Introduction and Contemporary Criticism. San Francisco, California: Ignatius Press. ISBN 9781586172640. OCLC 912700428.
- Asch, Robert, ed. Lionel Johnson: Poetry and Prose. Saint Austin Press, 2021. ISBN 978-1919673004.

## الروابط الخارجية
- Asch discusses his conversion and influences
- Saint Austin Review
- Saint Austin Press
- Chavagnes International College